# Tunera

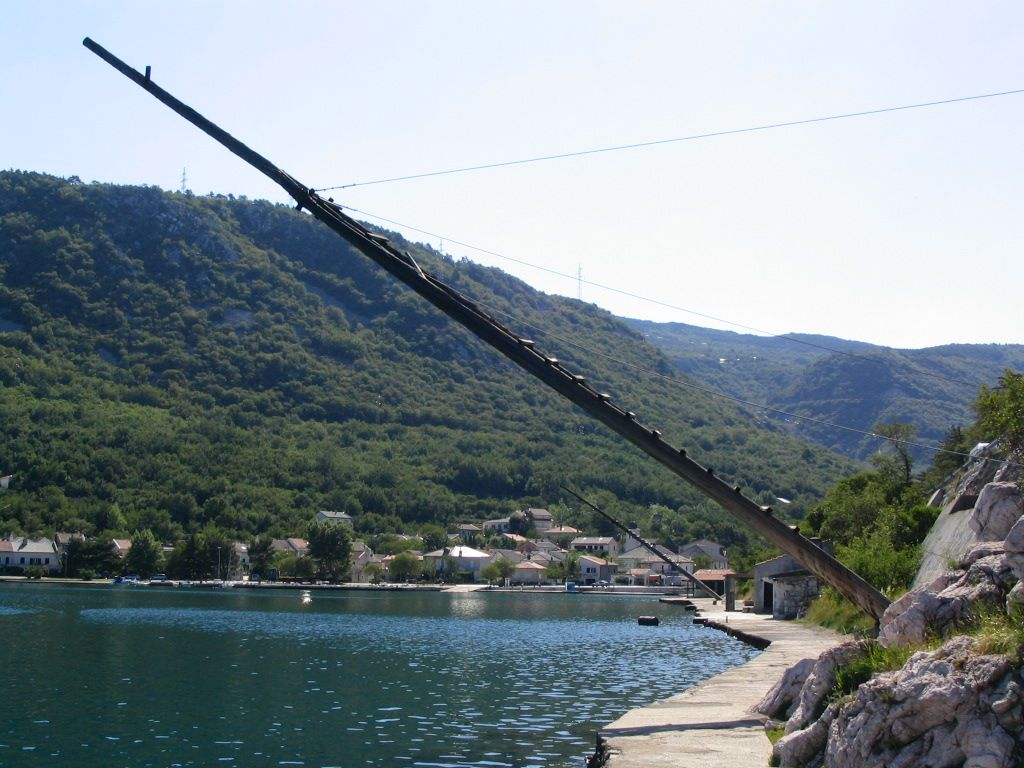
Tunera bei Bakarac

Tunera (Pl. Tuneren) sind direkt an der Küste gelegene Aussichtsplattformen zum Sichten von Tunfischschwärmen in der Kvarner Bucht.

## Funktionsweise
In dieser Region gab es nur wenige Stellen mit einer ergiebigen Fangrate. Diese waren oft schwer zugänglich, da sie an steilen Karstküsten liegen. Daher fischte man mittels Netzen, die in das küstennahe Wasser geworfen wurden. An Verweilstellen der Tunfische – Buchten oder Durchzugsstellen – wurden fixe Tuneren angebracht. Diese wurden mit quer zum Meer liegenden Leitern bestiegen. Von den Tuneren aus konnte man die Tunfische im seichten Wasser von oben aus sehen.

## Geschichte
Der Fischfang mittels Tuneren wurde 1438 das erste Mal erwähnt. Die Regierung in Rijeka erlaubte den Fischern ihres Herrschaftsgebietes, Tuneren anzulegen.
Mitte des 17. Jahrhunderts bekamen auch Jesuiten aus Rijeka das Recht, Tuneren zu errichten, was zunächst der Aristokratie (Zrinski und Frankopan) vorbehalten war.
Zunächst nutzten die Fischer ihre Tuneren selbst. Später verpachteten sie die Vorrichtungen, die einen größeren Profit als Ressourcenabbau und Rebanbau brachten.
Tuneren findet man heute zum Teil als Original, zu Teil Nachbauten auf Inseln der norddalmatinischen und der istrischen Küste. Die in den letzten Jahren neu installierten Tuneras sollen an den traditionellen Tintenfischfang erinnern. Entsprechende Infotafeln wurden dazu aufgestellt.

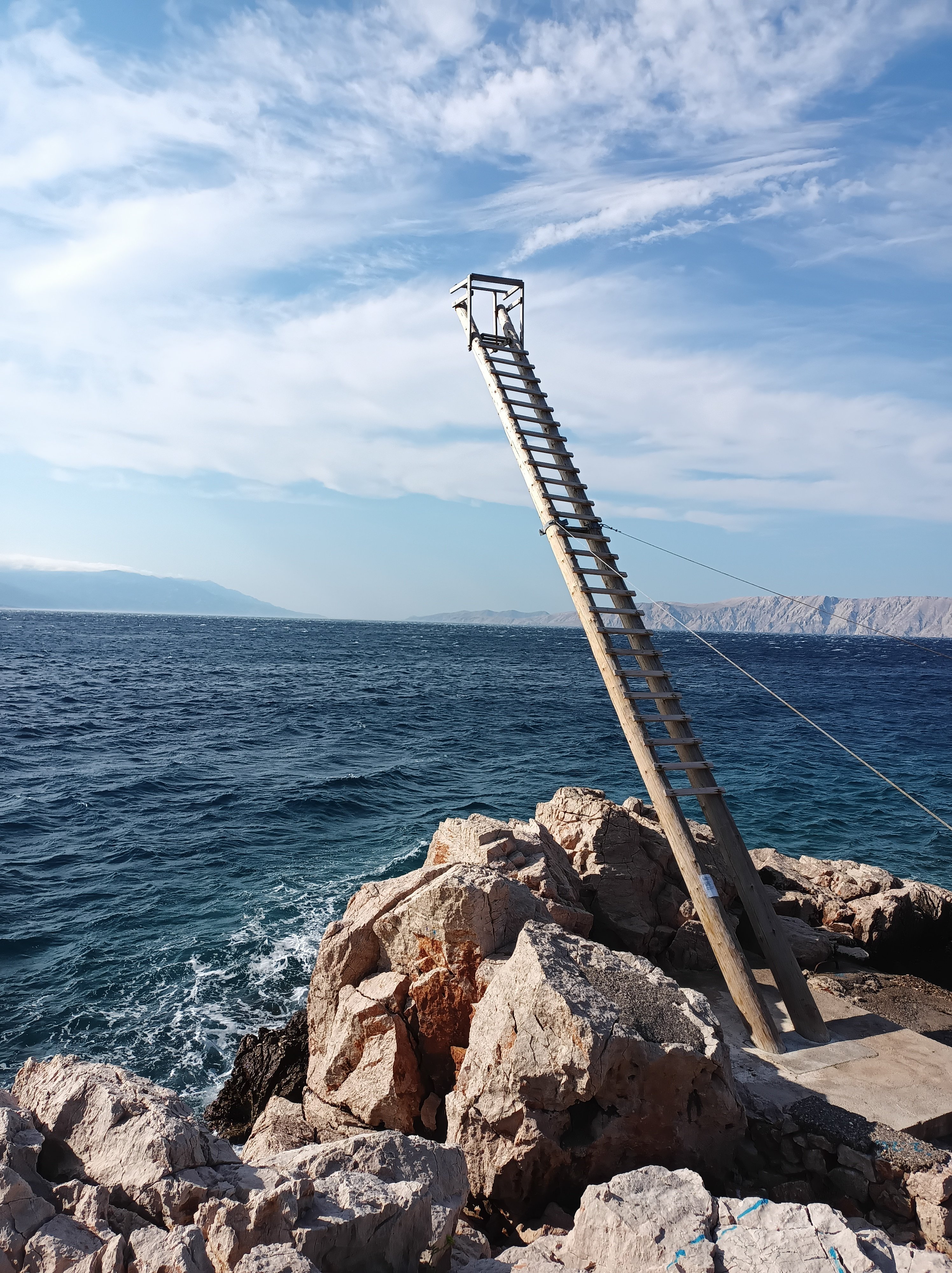
Tunera Punta Magdalena an dem gleichnamigen Kap.

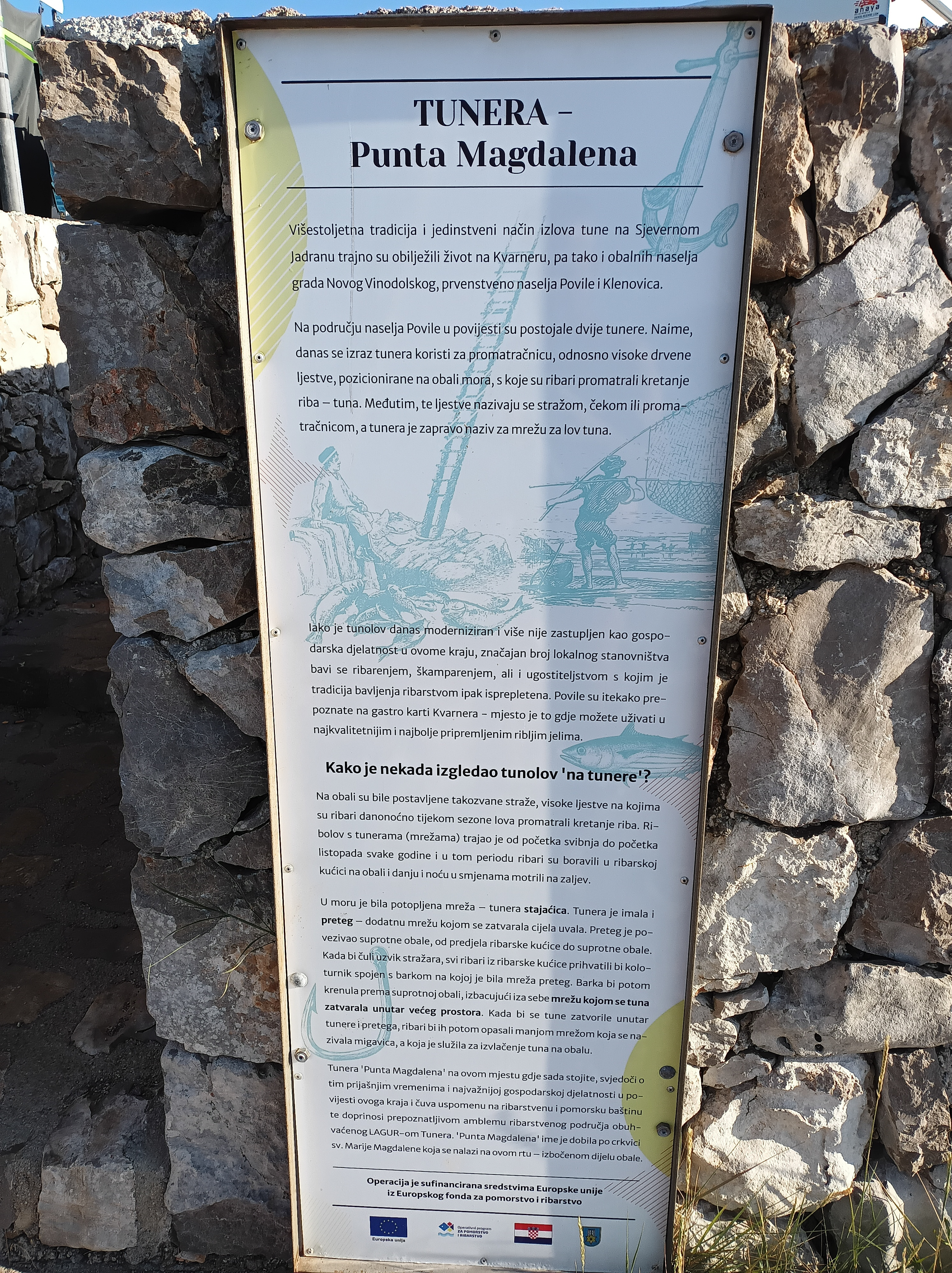
Infotafel Tunera Punta Magdalena